# Eilean na Bà
Eilean na Bà är en obebodd ö i Highland, Skottland. Ön är belägen 1,5 km från Toscaig.